# Campo municipal de deportes de Mula
El campo municipal de deportes de Mula, más conocido como el Municipal de Mula, es un campo de deportes de la localidad Mula (Murcia), en España. El deporte más destacable que se práctica en él es el fútbol.

## Aforo
El campo tiene unas gradas con capacidad para albergar a 5000 espectadores.

## Equipos de fútbol
En el Municipal de Mula juegan equipos como el Deportivo Muleño Club de Fútbol, de la Primera Autonómica de la Región de Murcia, o como el Muleño Club de Fútbol, que milita en la Preferente Autonómica de la Región de Murcia.
- Datos: Q5745742